# Веркана
Веркана (итал. Vercana) је насеље у Италији у округу Комо, региону Ломбардија.
Према процени из 2011. у насељу је живело 718 становника. Насеље се налази на надморској висини од 333 м.

## Становништво
| 1931. | 1936. | 1951. | 1961. | 1971. | 1981. | 1991. | 2001. | 2011. |
| ----- | ----- | ----- | ----- | ----- | ----- | ----- | ----- | ----- |
| 740   | 756   | 709   | 710   | 717   | 676   | 689   | 730   | 751   |